# Bigas Luna
Bigas Luna, all'anagrafe José Juan Bigas Luna (Barcellona, 19 marzo 1946 – La Riera de Gaià, 6 aprile 2013), è stato un regista, sceneggiatore e designer spagnolo.

## Biografia
Figlio di José Luna, pittore anarchico, e di Carmen Wemberg, casalinga appassionata di teatro.
Frequenta, fin da adolescente, i cinema di Barcellona. È in questo periodo che nasce l'amore per la settima arte. Fra i registi più apprezzati dal giovane, si ricordano i nomi di Alfred Hitchcock e Fritz Lang.
Con Carlos Riart, compagno di studi, apre lo Studio Gris, specializzato in design e disegno industriale. Fra i lavori più noti, sono da menzionalre i "tavoli rotti" che ottengono numerosi riconoscimenti e consenso di pubblico.
Durante i primi anni settanta, si sposa con Consol Tura che convince Bigas a sperimentare il campo cinematografico. Insieme a Ferran Amat, celebre gallerista catalano, Luna redige i suoi primi lavori: Tatuaje e La chiamavano Bilbao, pellicola che fa circolare il nome dell'artista spagnolo in vari festival e retrospettive internazionali.
Negli anni ottanta si trasferisce a Los Angeles e dirige tre lungometraggi, senza ottenere grande successo mediatico. Per questo motivo, abbandona gli USA tornando in patria.
Tra il 1992 e il 1994 realizza la sua celebre "trilogia iberica": Prosciutto prosciutto, Uova d'oro e La teta y la luna. Ottiene numerosi riconoscimenti, fra cui il Leone d'argento e il Premio Osella al Festival di Venezia.
Fra i suoi ultimi lavori, va menzionato lo sfortunato Bambola. Girato in Italia, ha come protagonista Valeria Marini alla sua prima performance. Il film ottiene molta visibilità per i suoi contenuti espliciti e anche per i consensi negativi della critica.

### Morte
Bigas Luna muore nel 2013 all'età di 67 anni per leucemia.

## Filmografia
- Tatuaje (1976)
- La chiamavano Bilbao (Bilbao) (1978)
- Caniche (1979)
- Reborn (1981)
- Lola (1986)
- L'angoscia (Angustia) (1987)
- Le età di Lulù (Las edades de Lulú) (1990)
- Prosciutto prosciutto (Jamón jamón) (1992)
- Uova d'oro (Huevos de oro) (1993)
- La teta y la luna (1994)
- Bambola (1996)
- L'immagine del desiderio (La femme de chambre du Titanic) (1997)
- Volavérunt (1999)
- Son de mar (2001)
- Yo soy la Juani (2006)
- Di Di Hollywood (2010)
- Segundo Origen (2012)